# Fotella cervoides
Fotella cervoides là một loài bướm đêm trong họ Noctuidae.